# Jānis Lipke
Žanis (eigentlich Jānis) Lipke (* 1. Februar 1900 in Jelgava; † 14. Mai 1987 in Riga) war ein lettischer Widerstandskämpfer während des Zweiten Weltkriegs.

## Leben
Jānis Lipke war zunächst als Schauermann im Rigaer Hafen tätig. Nachdem er im Juli 1941 Zeuge von Diskriminierungen gegen lettische Juden durch die Nationalsozialisten geworden war, entschloss er sich, als Lagerarbeiter für die damalige Luftwaffe tätig zu werden, um unter dem Deckmantel dieser Funktion Juden aus dem Rigaer Ghetto zu schmuggeln und zu verstecken. Auf diese Weise bewahrte er bis zum Einmarsch der Roten Armee im Oktober 1944 etwa 56 Juden vor Ermordung durch die Nazis. In Lipkes Rettungsaktion waren neben seiner Frau Johanna und seinen beiden Söhnen rund 25 Helfer involviert.
Als Jānis Lipke 1987 starb, wurde sein Begräbnis von der jüdischen Gemeinschaft Rigas organisiert.

## Ehrungen und Gedenken
- Der Staat Israel würdigte Jānis Lipke 1977 als Gerechter unter den Völkern.[2]
- In Riga ist eine Straße nach ihm benannt (Žaņa Lipkes iela in der Moskauer Vorstadt).
- 1990 errichtete die jüdische Gemeinde Riga auf dem neuen Friedhof ein Denkmal in dankbarer Erinnerung an Jānis und Johanna Lipke.[3]
- Am 4. Juli 2007, dem lettischen Holocaust-Gedenktag, wurde neben der Gedenkstätte der Großen Choralsynagoge an der Gogoļa iela ein Denkmal für die bis zu diesem Zeitpunkt namentlich bekannten 270 Menschen enthüllt, die rund 400 lettische Juden vor den Nationalsozialisten versteckt haben. Die herausragende Rolle Žanis Lipkes wird durch sein in das Denkmal integriertes Porträt unterstrichen.
- Latvijas Pasts widmete Jānis Lipke 2011 eine Briefmarke.
- 2012 wurde in unmittelbarer Nachbarschaft des ehemaligen Wohnhauses der Lipkes auf der Daugavainsel Ķīpsala (Mazais Balasta dambis 9) die Žanis-Lipke-Gedenkstätte eröffnet, deren Architektur an eine Arche gemahnt.[4] Neben der Präsentation einer Dauerausstellung werden hier Wechselausstellungen, Gesprächsrunden, Lesungen und Theateraufführungen veranstaltet.

## Nachleben in der Literatur und im Film
- Dāvids Zilbermans: Jan Lipke: an Unusual Man. In: Gertrude Schneider: Muted voices. Jewish Survivors of Latvia Remember. Philosophical Library, New York 1987, ISBN 0-8022-2536-5, S. 87–111.
  - Stark erweiterte und überarbeitete Neuausgabe unter dem Namen David Silberman und dem Titel Like a star in the darkness. Recollections about Janis (Zhan) Lipke. Herausgegeben von Marģers Vestermanis. Jewish Cultural Center, Riga 2007, ISBN 978-9984-39-280-6; Nachdruck 2010.
- Inese Zandere: Puika ar suni. Stāsts par nosargātu noslēpumu (Der Junge mit dem Hund. Erzählung über ein gewahrtes Geheimnis). Liels un Mazs, Riga 2017, ISBN 978-9934-533-95-2 (lettisch, Roman über Jānis Lipke, aus der Perspektive seines Sohnes erzählt).
- Anlässlich des 100. Jubiläums der Proklamation der Republik Lettland kam 2018 der Spielfilm Tēvs Nakts (Vater Nacht, Regie: Dāvis Sīmanis) in die lettischen Kinos, der den Beginn der Rettungsmaßnahmen von Juden durch Žanis Lipke und seine Familie zum Inhalt hat.[5]